# Pistorinia breviflora
Pistorinia breviflora  es una especie de planta perteneciente a la familia de las crasuláceas. 

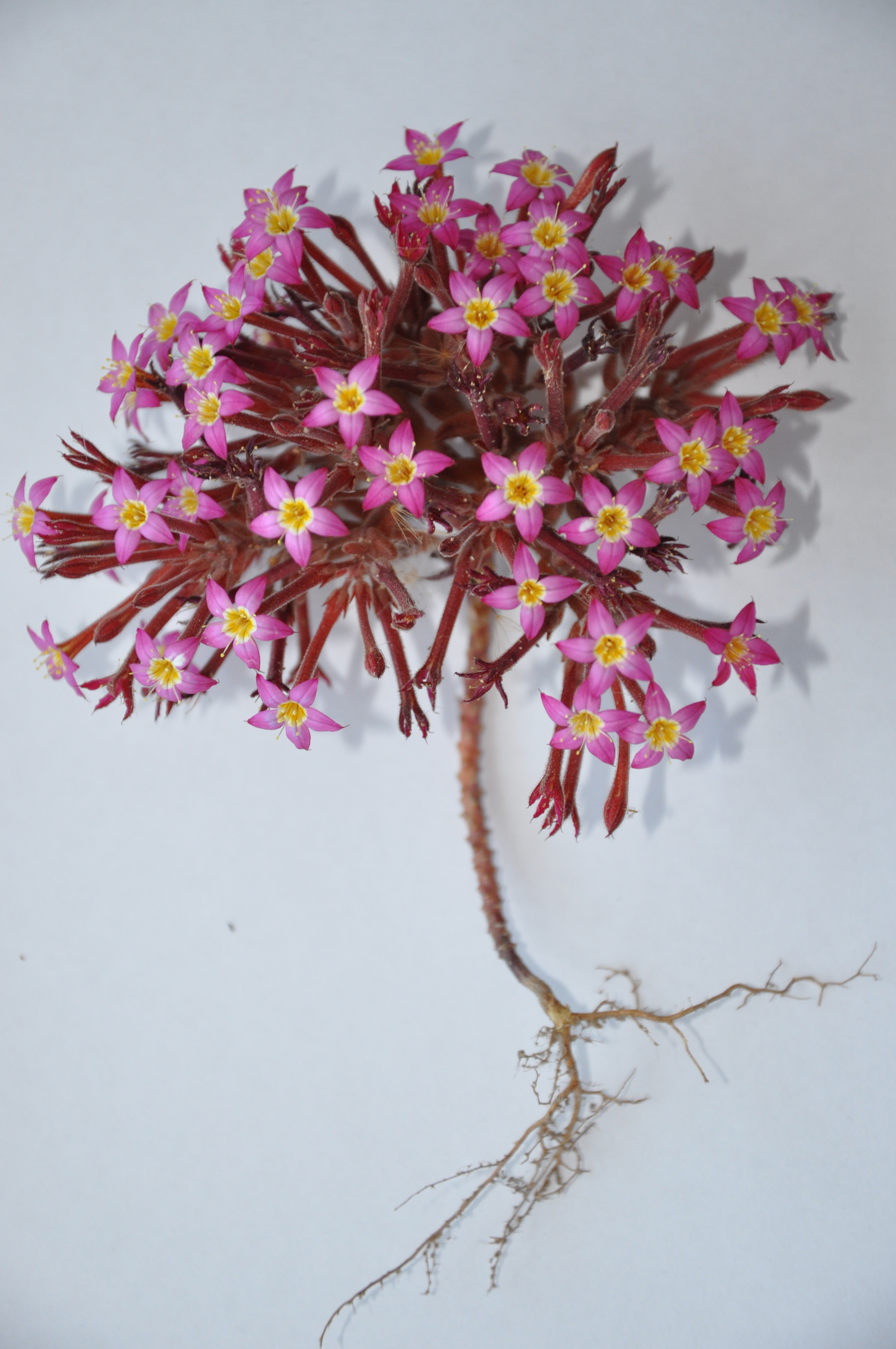
Inflorescencia

## Descripción
Planta cubierta de cierta pilosidad. Sus hojas alcanzan hasta 2 cm de largas y toman delicados tintes rojizos. Lo más llamativo de esta planta es su corimbo de flores, cada una de las cuales tiene la corola amarilla, con el tubo cónico y no muy largo y con los lóbulos abiertos en forma de campana. 

## Distribución y hábitat
En África del norte y unas cuantas poblaciones en el sur de España. Existe aún un gran desconocimiento de su biología y de su distribución exacta, constituyendo en muchas comarcas una auténtica rareza botánica. Conjuga sus preferencias por la exposición a mediodía y por la cercanía del mar con una vida rupícola o sabulícola.

## Taxonomía
Pistorinia breviflora fue descrita por  Pierre Edmond Boissier y publicado en Elench. Pl. Nov. 42. 1838
Citología
Número de cromosomas de Pistorinia breviflora (Fam. Crassulaceae) y táxones infraespecíficos:  n=16
Etimología
Pistorinia: nombre genérico otorgado en honor del  botánico italiano Santiago Pistorini médico de cámara del rey Carlos III.
brevifolia: epíteto latino que significa "con hojas pequeñas".
Sinonimia
- Cotyledon breviflora (Boiss.) Maire
- Cotyledon breviflora var. flaviflora Batt.
- Cotyledon breviflora var. rhodantha Maire
- Cotyledon breviflora var. rubella Batt.
- Cotyledon breviflora subsp. salzmannii (Boiss.) Maire
- Cotyledon salzmannii (Boiss.) Hook.f.
- Pistorinia salzmannii Boiss.[6]
- Pistorinia intermedia Boiss. & Reut.